# Ulpio Traiano (incrociatore)
L'Ulpio Traiano era un incrociatore leggero della Regia Marina della classe Capitani Romani, costruito nel corso della seconda guerra mondiale e mai entrato in servizio essendo stato affondato da un'azione degli incursori britannici mentre stava completando il suo allestimento.

## Storia
La sua realizzazione venne fatta dai Cantieri Navali Riuniti presso il cantiere navale di Palermo, dove il suo scafo venne impostato sugli scali il 28 settembre 1939.
La nave, varata il 30 novembre 1942 venne affondata, a poco più di un mese dal varo, il 3 gennaio 1943 da incursori britannici che riuscirono a penetrare nel porto di Palermo, dove era ormeggiata per l'allestimento.
Gli incursori sbarcati da un sommergibile a bordo di un chariot, superarono le reti di sbarramento poste a difesa del porto e vedendo attraccato in banchina l'incrociatore in avanzata fase di allestimento, applicarono allo scafo della nave la carica esplosiva anteriore del chariot e minarono poi con le mignatte il cacciatorpediniere Grecale, la torpediniera Ciclone e una nave mercantile, ma le mignatte non esplosero in quanto gli incursori britannici non fecero in tempo ad attivarle, mentre alle 8,00 del mattino l'incrociatore esplose rovesciandosi, danneggiato irreparabilmente. I due incursori britannici, i cui nomi erano Dick Greenland e Alec Ferrier furono fatti prigionieri e dopo l'8 settembre, presi in consegna dai tedeschi, vennero trasferiti nel Marlag di Westertimke, da cui furono liberati nel maggio del 1945 all'arrivo delle truppe alleate.
I lavori di recupero del relitto vennero eseguiti dal 10 ottobre 1946 al 24 luglio 1947 e nel 1948 il relitto venne demolito.

## Nome
La nave era stata intitolata a Marco Ulpio Nerva Traiano imperatore romano, regnante dal 98 al 117, uno dei primi tra gli imperatori ad essere nato in provincia (Hispania Baetica), seppure di fatto fosse originario dell'Italia, venne adottato da Nerva nel 96, cui succedette due anni dopo, dando inizio alla dinastia degli Antonini. Durante il suo principato l'Impero romano raggiunse la massima estensione territoriale, grazie alle campagne di conquista contro i Daci, e a quelle contro i Parti, con la creazione di cinque nuove province, una in Occidente (Dacia) e quattro in Oriente (Arabia, Armenia, Mesopotamia e Assiria). Traiano si dedicò anche alla costruzione di numerose opere pubbliche, tra cui spiccano il porto di Traiano a Ostia e il Foro imperiale a Roma, dove predispose un piano regolatore, con la realizzazione di un nuovo foro con annesso un ampio mercato.